# Израиль на летних Олимпийских играх 2004
Израиль принимал участие в Летних Олимпийских играх 2004 года в Афинах (Греция) в тринадцатый раз за свою историю, и завоевал одну золотую и одну бронзовую медали. Сборная страны состояла из 36 спортсменов (20 мужчин, 16 женщин).

## Медалисты
| Медаль | Имя          | Вид спорта     | Дисциплина         |
| ------ | ------------ | -------------- | ------------------ |
| Золото | Галь Фридман | Парусный спорт | Мистраль           |
| Бронза | Ариэль Зеэви | Дзюдо          | Мужчины, до 100 кг |